# Herbert Sturges
Herbert Arthur Sturges (1882 Ohio – 1958 Santa Rita ) byl americký matematik a statistik. V roce 1926 vytvořil Sturgesovo pravidlo, empirické pravidlo pro stanovení optimálního počtu intervalů, do kterých je pozorovaný rozsah změny náhodné veličiny rozdělen při konstrukci histogramu.